# Valid Džumblat
Valid Džumblat (arabsko وليد جنبلا), libanonski (druzijski) politik, * 7. avgust 1949, Mukhtara, Libanon.
Valid, ki je študiral na bejrutski Ameriški univerzi in v Bejrutu, je pred libanonsko državljansko vojno živel »playboyevsko« življenje: oblačil se je v jeans, se vozil z motorjem in se poročil z Jordanko nedruzijskega porekla, s čimer je prekinil tradicijo.
Leta 1977, ko je bil njegov oče Kamal ubit v atentatu, je od njega prevzel vodenje Napredne socialistične stranke. Zaradi mladosti in dotedanjega načina življenja približno 5 let ni užival posebnega ugleda med druzi. Leta 1982 je izraelska vojska vdrla v Libanon, zlahka zasedla z druzi poseljen Šuf in dovolila maronitskim falangistom, da so sistematično požigali druzijske vasi in svetišča, pobili in izselili na tisoče ljudi. Džumblat se je iz domače Mukhtare začasno umaknil v Damask, se tesneje povezal s Sirijo, ki je njegovo milico oborožila s sovjetskim orožjem, po izraelskem umiku leta 1983 pa je v maščevalni ofenzivi opustošila okoli 60 maronitskih vasi in pobila približno 1500 ljudi, dokler ni ofenzive zaustavila vojska generala Michela Aouna. 
Džumblat je po tej zmagi postal nesporni voditelj druzov in si položaj še utrdil z načrtnim izbiranjem zavezništev med sprtimi sektami, ki so bila izbrana tako, da so druzi od njih potegnili čim več koristi. Po koncu vojne je tako kot večina sektaških voditeljev podprl prisotnost sirske vojske v Libanonu. Premislil si je leta 2000, po smrti Hafeza al Asada, in s tem prišel v navzkriž s prosirskim predsednikom Émilom Lahoudom. Leta 2005, po atentatu na političnega zaveznika in nekdanjega predsednik vladea Rafika Haririja, je izjavil, da je sirski predsednik Bašar al Asad že več mesecev prej »obsodil« Haririja na smrt in tudi njemu grozil s smrtjo.